# پت فلاهرتی (راننده مسابقه)
جورج فرانسیس فلاهرتی جونیور (‎انگلیسی: George Francis Flaherty Jr.‎؛ زادهٔ ۶ ژانویهٔ ۱۹۲۶ در گلندیل، کالیفرنیا، درگذشتهٔ ۹ آوریل ۲۰۰۲ در آکسنارد، کالیفرنیا)، که با نام حرفه‌ای پَت فلاهِرتی شناخته می‌شد، رانندهٔ مسابقات اتومبیل‌رانی اهل ایالات متحده آمریکا بود که در فصل ۱۹۵۰، ۱۹۵۳ تا ۱۹۵۶ و سپس در فصل ۱۹۵۹ در مجموع در شش گراند پری از مسابقات جهانی فرمول یک شرکت کرد.
او در طول دوران فعالیت خود در فرمول یک، ۱ بار مسابقه را از پول پوزیشن آغاز کرد. او در این مسابقات ۱ بار بر روی سکو رفت، مجموعاً ۱ بار به پیروزی دست یافت و ۸ امتیاز را نیز به نام خود به‌ثبت رساند.
فلاهرتی در ۹ آوریل ۲۰۰۲ در آکسنارد، کالیفرنیا درگذشت.